# 76-os busz (Ózd)
Az ózdi 76-os jelzésű autóbuszvonal Szenna, az Autóbusz-állomás, Hódoscsépány és Somsály között húzódik, amelyet a MÁV Személyszállítási Zrt. üzemeltet.

## Története
A 76-os helyijárat a Volánbusz Zrt. 2022-es vonalhálózati átszervezésében alakult, mely Ózdnak több településrészét köti össze, Szennától kezdve a 25-ös főúton és Hódoscsépányon át Somsály városrészeket. A buszvonal indításai betérnek a városi buszállomásra.
A 2022-ben bevezetett számozási rendszer értelmében a 76-os jelzés a központ és Somsály közötti 6-os és a központ és Szenna közötti 7-es buszok összevont járatát jelöli, a 76-osok üzemidején kívül ezen járatok vehetőek igénybe.

## Útvonala
| Szenna – Somsály | Somsály – Szenna |
| --- | --- |
| Szenna, autóbusz-forduló ➝ Damjanich út ➝ Petőfi Sándor út ➝ Velencetelep ➝ Volny József út ➝ Jászi Oszkár utca ➝ Munkás út ➝ Autóbusz-állomás ➝ Munkás út ➝ Vasvár út ➝ Csépány út ➝ Deák út ➝ Somsály út ➝ Akna utca ➝ Somsály, autóbusz-forduló | Somsály, autóbusz-forduló ➝ Akna utca ➝ Somsály út ➝ Deák út ➝ Csépány út ➝ Vasvár út ➝ Munkás út ➝ Autóbusz-állomás ➝ Munkás út ➝ Jászi Oszkár utca ➝ Volny József út ➝ Akácos út ➝ Velencetelep ➝ Damjanich út ➝ Szenna, autóbusz-forduló |

## Közlekedése
Az autóbuszjáratok hétköznapokon délelőtt és délután, szombati napokon csak délelőtt közlekednek. Ekkor szennai és somsályi járatokat vonnak össze.
| Viszonylat                               | Indításszám     | Közlekedési rend |
| ---------------------------------------- | --------------- | ---------------- |
| Szenna, aut. ford. – Somsály, aut. ford. | 2 oda, 1 vissza | munkanapokon     |
| Szenna, aut. ford. – Somsály, aut. ford. | 1 oda           | szabadnapokon    |

### Járművek
Az autóbuszvonalon kizárólag szóló autóbuszok ingáznak, melyek legtöbbje Ikarus V134 és Volvo típusú gépjárművek, de alkalmanként helyközi forgalomban részt vevőek is megfordulnak.

## Megállóhelyei
| 0  | Szenna, autóbusz-forduló végállomás  | 0.0 km  | 0  | 7, 47, 74, 78 |
| 1  | Szenna, fűszerbolt                   | 0.6 km  | 1  | 7, 47, 74, 78 |
| 2  | Damjanich utca 136.                  | 1.2 km  | 3  | 7, 47, 74, 78 |
| 3  | Damjanich utca 90.                   | 1.8 km  | 5  | 7, 47, 74, 78 |
| 4  | Velence Étterem                      | 2.5 km  | 7  | 4, 7, 47, 74, 78 4104 |
| 5  | Vasútállomás                         | 3.1 km  | 9  | 4, 7, 8, 12, 21, 47, 68, 74, 78 1369, 1384, 1410, 1411 3770, 3773, 4104, 4140, 4145 személyvonat – Ózd (92) |
| 6  | Gyujtó tér                           | 4.0 km  | 11 | 2, 2A, 4, 6, 7, 8, 12, 20, 20A, 21, 23, 26, 47, 63, 68, 74, 78 4102 |
| 7  | Autóbusz-állomás                     | 4.3 km  | 14 | 1, 2, 2A, 3, 4, 6, 7, 8, 12, 20A, 21, 26, 47, 68, 74, 78 1031, 1034, 1051, 1369, 1384, 1411 3410, 3770, 3773, 4101, 4102, 4104, 4140, 4145, 4147, 4148, 4150, 4151, 4153, 4155, 4157, 4158, 4160, 4161, 4180, 4185, 4186 |
| 8  | Gyujtó tér                           | 4.8 km  | 15 | 2, 2A, 4, 6, 7, 8, 12, 20, 20A, 21, 23, 26, 47, 63, 68, 74, 78 4102 |
| 9  | Városháztér                          | 5.4 km  | 17 | 2, 2A, 6, 12, 20, 20A, 21, 23, 26, 63, 68 1369, 1384 3770, 4102, 4180, 4185, 4186 |
| 10 | Bolyki elágazás                      | 6.0 km  | 18 | 2, 2A, 6, 12, 20, 20A, 21, 23, 26, 63, 68 1031, 1034, 1051, 1369, 1384 3770, 4102, 4180, 4185, 4186 |
| 11 | Béke szálló                          | 6.5 km  | 19 | 6, 26, 63, 68 3770, 4180, 4185 |
| 12 | Lam út                               | 6.8 km  | 20 | 6, 26, 63, 68 |
| 13 | Hódoscsépány, élelmiszerbolt         | 7.5 km  | 22 | 6, 26, 63, 68 1031, 1034, 1051, 1384 3770, 4180, 4185 |
| 14 | Somsályi elágazás                    | 8.5 km  | 24 | 6, 26, 63, 68 1031, 1034, 1051 3770, 4180, 4185 |
| 15 | Hódoscsépány, Deák Ferenc út 108.    | 9.3 km  | 26 | 6, 26, 63, 68 |
| 16 | Somsály, Erzsébet-telep              | 10.1 km | 28 | 6, 26, 63, 68 |
| 17 | Somsály, Akna utca 10.               | 10.8 km | 29 | 6, 26, 63, 68 |
| 18 | Somsály, Vörösmarty utca             | 11.3 km | 30 | 6, 26, 63, 68 |
| 19 | Somsály, autóbusz-forduló végállomás | 12.0 km | 31 | 6, 63, 68 |